# 총포·도검·화약류 등의 안전관리에 관한 법률
총포·도검·화약류 등의 안전관리에 관한 법률은 대한민국의 법률로, 총포·도검·화약류·분사기·전자충격기·석궁의 제조·판매·임대·운반·소지·사용과 그 밖에 안전관리에 관한 사항을 정하여 총포·도검·화약류·분사기·전자충격기·석궁으로 인한 위험과 재해를 미리 방지함으로써 공공의 안전을 유지하는 이바지함을 목적으로 한다.